# クロタール1世 (フランク王)
クロタール1世（Clothar I, 497年 - 561年11月29日）は、メロヴィング朝フランク王国の創始者クローヴィス1世の五男で最年少の息子。母クロティルダにとっては四男。ソワソン王（在位：511年 - 561年）、後に二代目の全フランク王（在位：558年 - 561年）。クロヴィスの5人の息子の中で最も長命であり、クロヴィスの死後に息子たちへ分割相続された王国は、再び彼のもとで統一された。

## 生涯
497年にソワソンにて生まれる。511年に父王クロヴィスが没すると、フランク王国はクロヴィスの息子である彼の他に、長子テウデリク、クロドメール、キルデベルトによって分割された。その中でクロタールはソワソンを本拠とし、ラン、ノワイヨン、カンブレー、マーストリヒトおよびマース川下流域を押さえた。しかしながら野心ある彼は自分の領地の拡大を努める事となる。
524年、彼は自分の兄弟クロドメールの息子を殺害させるよう扇動しトゥールとポワティエを奪取、そしてブルグント王国へ数々の侵攻を試みる。534年にブルグントを滅亡させ、グルノーブル、ディ周辺の地域を支配下におさめる。
東ゴート王国よりプロヴァンス地方の割譲を受けると彼はその割譲分の中からオランジュ、カルパントラ、ギャップを勢力下にする。531年に自らの甥テウデベルトとともにテューリンゲンに遠征、542年には兄キルデベルトとともに西ゴート王国へと侵攻する。そして555年甥の息子テオデバルドの死去にともなってクロタールはその領地を併合、558年に兄キルデベルトが没するとフランク王国を再併合、単独のフランク王となった。
フランク王となったクロタールはゲルマニアの大部分を支配下におさめ、ザクセンへ進攻、サクソン人に対して年に500頭の牛の上納を要求する。彼の晩年は息子クラム（Chram, Chlam）が幾度も対立するなど、内部の不和に悩まされる。クラムを追撃しブルターニュまで追い詰めたクロタールはクラムを妻子ともども小屋に閉じ込め、火をかけ焼き殺したと言う。しかし息子の殺害に自責の念を駆られたクロタールは贖罪を請うためにトゥールにある聖マルタンの墓を詣で、ほどなくして没した。

## 王国の分割
クロタール1世の死後、再び帝国は長子カリベルト、次子グントラム、第三子シギベルト、末子キルペリクによって分割された。まもなくカリベルトが死去したことで、その領域は残った3つの分王国によって再分割され、アウストラシア、ネウストリア、ブルグンディアが鼎立する状況が形成された。

## 子女
最初に、ブルグント王ゴドマール2世の娘で兄クロドメールの寡婦グンテウカと結婚、子供はなかった。
二度目に、チューリンゲン王ベルタカリウスの娘ラデグンドと結婚（のち離婚、修道女となる、聖人）、子供はなかった。
三度目に、チューリンゲン王女イングンドと結婚、5男2女が生まれた。
- グンタール - 長男。
- キルデリク - 次男。
- カリベルト1世（517年頃 - 567/568年） - パリの王。三男。
- グントラム（532年頃 - 592年） - オルレアンの王。四男。
- シギベルト1世（535年頃 - 575年） - ランスの王。五男。
- クロトジンド - ランゴバルト王アルボイーノと結婚。長女。

四度目に、イングンドの妹アレグンドと結婚、1男をもうけた。
- キルペリク1世（539年頃 - 584年） - ソワソンの王。六男。

五度目に、クンジナと結婚、1男をもうけた。
- クラム（? - 561年） - アキテーヌ公。七男。